# 1960
| 1960                                                                     |
| ------------------------------------------------------------------------ |
| Dødsfald - Fødsler                                                       |
| • Begivenheder • Film • Litteratur • Musik • Politik • Sport • Videnskab |

| Gregoriansk kalender | 1960 MCMLX              |
| Ab urbe condita      | 2713                    |
| Armensk kalender     | 1409 ԹՎ ՌՆԹ             |
| Kinesiske kalender   | 4656 – 4657 己亥 – 庚子 |
| Etiopisk kalender    | 1952 – 1953             |
| Jødisk kalender      | 5720 – 5721             |
| Hindukalendere       |                         |
| - Vikram Samvat      | 2015 – 2016             |
| - Shaka Samvat       | 1882 – 1883             |
| - Kali Yuga          | 5061 – 5062             |
| Iransk kalender      | 1338 – 1339             |
| Islamisk kalender    | 1380 – 1381             |

Konge i Danmark: Frederik 9. 1947-1972
Se også 1960 (tal)

## Begivenheder

### Januar
- 1. januar – Den franske del af Cameroun opnår selvstændighed.
- 2. januar – Senator John F. Kennedy meddeler, at han opstiller som præsidentkandidat.
- 4. januar – EFTA, den europæiske frihandelssammenslutning, træder i kraft
- 9. januar - Konstruktionen af Aswandæmningen begynder i Egypten
- 11. januar – Kosmonauttræningscentret oprettes i Stjernebyen udenfor Moskva
- 24. januar - i Algeriet gør de franske kolonister oprør mod præsident Charles de Gaulles Algierpolitik

### Februar
- 19. februar – Statsminister H. C. Hansen dør efter længere tids sygdom. Han efterfølges af finansminister Viggo Kampmann. H. C. Hansen begraves ugen efter og ceromonien transmitteres direkte i dansk tv. Kong Frederik IX deltager sammen med dronning Ingrid
- 21. februar - Fidel Castro nationaliserer alle virksomheder på Cuba
- 29. februar – Agadir i Marokko rammes af et voldsomt jordskælv, der dræber mere end 10.000 af byens indbyggere

### Marts
- 21. marts - Sharpevillemassakren: I Sydafrika åbner politiet ild mod en gruppe ubevæbnede sorte demonstranter og dræber 69, mens 180 såres

### April
- 1. april - USA opsender verdens første vejrsatellit, Tiros 1.
- 4. april - William Wylers film Ben-Hur bliver i Hollywood tildelt 11 Oscars, hvilket er et rekordstort antal Oscars til samme film. Rekorden holder stadig (2002), men er dog tangeret af James Camerons film Titanic, der i 1998 også fik 11 Oscars
- 10. april - Borgerrettighedslov vedtages af det amerikanske senat
- 21. april - Brasilia indvies som Brasiliens nye hovedstad og afløser dermed Rio de Janeiro
- 25. april - den amerikanske atomdrevne ubåd USS Triton gennemfører den første verdensomsejling i neddykket tilstand (Operation Sandblast)

### Maj
- 1. maj - Rusland skyder et amerikansk U-2 spionfly ned over Sverdlovsk
- 3. maj - Frihandelsorganisationen EFTA træder i kraft
- 3. maj - museet Anne Franks Hus åbner

- 11. maj – top-nazisten Adolf Eichmann, fra Auschwitz 1940-1945, bliver fanget i Argentina af israelske agenter fra Mossad
- 15. maj - Sovjetunionen opsender Sputnik 3
- 22. maj - det kraftigste jordskælv, der nogensinde er registreret, rammer Chile. Jordskælvet i Chile måles til 9,5 på richterskalaen
- 23. maj - Israels premierminister David Ben-Gurion bekendtgør, at naziforbryderen Adolf Eichmann er pågrebet

### Juni
- 20. juni - Mali og Senegal opnår uafhængighed
- 26. juni – Madagaskar bliver selvstændigt

### Juli
- 11. juli - Niger, Benin og Burkina Faso opnår selvstændighed
- 16. juli – otte danske fodboldlandsholdsspillere mister livet ved en flyulykke under starten fra Kastrup Lufthavn
- 20. juli - Ceylon (i dag Sri Lanka) vælger Sirimavo Bandaranaike til premierminister, der derved bliver verdens første kvindelige regeringschef

### August
- 1. august - Dahomey (nu kaldet Benin) erklærer sig uafhængig af Frankrig
- 3. august - Niger opnår uafhængighed fra Frankrig
- 5. august - Øvre Volta opnår uafhængighed fra Frankrig
- 7. august - Elfenbenskysten opnår uafhængighed fra Frankrig
- 12. august - Echo 1, NASA's første succesfulde kommunikationssatellit, opsendes fra Cape Canaveral i Florida
- 12. august - FN-tropper rykker ind i Katanga, som har revet sig løs fra Den Demokratiske Republik Congo. Med soldaterne er FN's generalsekretær Dag Hammarskjöld
- 15. august - Republikken Congo opnår uafhængighed fra Frankrig
- 16. august - Cyperns uafhængighed proklameres af Ærkebiskop Makarios
- 17. august - Gabon bliver selvstændig (fra Frankrig). Dagen er landets nationaldag
- 18. august - den amerikanske Food and Drug Administration giver tilladelse til en kombination af norethynodrel (syntetisk gestagen) og mestranol (østrogen) under navnet ”Enovid”. P-pillen er dermed født
- 20. august - Senegal løsriver sig fra Mali-konføderationen og erklærer sig selvstændigt
- 25. august - de 17. olympiske sommerlege åbner i Rom med 86 deltagende lande. Danmark har sendt 119 deltagere

### September
- 11. september - de fjortende olympiske lege slutter i Rom
- 18. september - Sverige afholder Riksdagsvalg til Rigsdagen
- 22. september - Mali bliver selvstændig, efter at have været en fransk kolon
- 24. september - Verdens første atomdrevne hangarskib USS Enterprise søsættes fra Newport i USA
- 25. september - Det første MX-lokomotiv ankommer til Helsingør for DSB.

### Oktober
- 1. oktober – Nigeria bliver selvstændigt
- 1. oktober - Cypern bliver selvstændigt
- 10. oktober – Pakistan rammes af en cyklon og 6.000 mennesker bliver dræbt
- 11. oktober - Aksel Larsen holder valgtale fra sygehuset, hvor han er indlagt med et brækket ben
- 12. oktober - Sovjetunionens premierminister Nikita Khrusjtjov lader sit temperament løbe af med sig, da han holder en tale i FN - han tager sin ene sko af, og banker den i bordet i hidsighed under sin tale
- 12. oktober - den japanske oppositionsleder Inejiro Asanuma bliver stukket ned ved et politisk møde og dør kort tid efter. Gerningsmanden, en 17-årig højreorienteret student begår senere selvmord i arresten
- 13. oktober - den russiske atomubåd K-8 har et alvorligt reaktoruheld under en mission i Barentshavet og undgår kun med nød og næppe en reaktornedsmeltning
- 21. oktober - første protestmarch mod atomvåben i Danmark; den går fra Holbæk til København
- 30. oktober- Michael Woodruff udfører den første succesfulde nyretransplantion i Storbritannien ved "Edinburgh Royal Infirmary"

### November
- 2. november - Penguin Books bliver frikendt for at have udbredt pornografi ved udgivelsen af "Lady Chatterleys Elsker"
- 8. november - John F. Kennedy vinder præsidentvalget i USA over Richard Nixon og bliver den hidtil næstyngste præsident i en alder af 43 år, næst efter Theodore Roosevelt (42 år)
- 10. november - det besluttes at indføre parkometre i København
- 15. november – Folketingsvalg i Danmark. Den nye statsminister Viggo Kampmann fortsætter på posten med en S-R regering
- 15. november - den første danskproducerede datamat Dask medvirker i et folketingsvalg
- 28. november – Mauretanien bliver uafhængigt
- 28. november - Det Danske Akademi stiftes på initiativ af Karl Bjarnhof og Christian Elling

### December
- 13. december - i henhold til testamentet efter højesteretssagfører C.L. David overdrages Marienborg som gave til staten til brug for statsministeren
- 20. december - i Vietnam bliver modstandsbevægelserne mod Saigon-regeringen og mod amerikanerne samlet i Den Nationale Befrielsesfront, Vietcong

### Udateret
- Det lykkedes Dr. Jacques Piccard og løjtnant Donald Walsh i batyskafen Trieste at nå ned i det dybeste sted i Marianergraven, Challengerdybet, som er 10.911 meter

## Født

### Januar
- 4. januar – Michael Stipe, amerikansk sanger i R.E.M..
- 5. januar – Elsebeth Gerner Nielsen, dansk rektor og tidligere minister.
- 6. januar - Nigella Lawson, britisk tv-kok og forfatter.
- 12. januar - Oliver Platt, canadisk-amerikansk skuespiller.
- 14. januar - Per Fly, dansk filminstruktør.
- 18. januar - Mark Rylance, engelsk skuespiller.
- 31. januar - Jan Linnebjerg, dansk skuespiller.
- 31. januar – Annette Katzmann, dansk skuespillerinde.

### Februar
- 7. februar – James Spader, amerikansk skuespiller.
- 8. februar — Vibeke Dueholm, dansk skuespiller og sanger.
- 13. februar – Pierluigi Collina, pensioneret italiensk fodbolddommer.
- 20. februar – Henrik Dahl, dansk sociolog, livsstilsforsker, forfatter og samfundsdebattør.
- 23. februar – Naruhito af Japan, kronprins af Japan.
- 29. februar – Anthony Robbins, amerikansk forfatter.

### Marts
- 8. marts – Niels Olsen, dansk skuespiller.
- 13. marts – Adam Clayton, irsk musiker i U2.
- 21. marts – Ayrton Senna, brasiliansk racerkører (død 1994).
- 23. marts – Allan Olsen, dansk skuespiller.
- 25. marts – Brenda Strong, amerikansk skuespillerinde.
- 26. marts – Jennifer Grey, amerikansk skuespillerinde.
- 31. marts – Henrik Prip, dansk skuespiller.

### April
- 4. april - Hugo Weaving, australsk skuespiller.
- 11. april - Jeremy Clarkson, engelsk tv-vært.
- 15. april - Susanne Bier, dansk filminstruktør.
- 15. april - Philippe af Belgien, belgisk konge.
- 18. april - Christopher Stevens, amerikansk ambassadør (død 2012).
- 22. april - Mart Laar, etiske politiker og historiker, tidligere statsminister.
- 24. april - Masami Kikuchi, japansk tegnefilmsdubber.

### Maj
- 1. maj – Peter Mikkelsen, tidligere dansk fodbolddommer (død 2019).
- 1. maj – Lennart Ginman, musiker, komponist og producer.
- 6. maj – Johnny Concrete, dansk punkmusiker.
- 8. maj – Paul Harrington, irsk musiker.
- 10. maj – Bono, irsk sanger.
- 11. maj – Jesper Asholt, dansk skuespiller.
- 18. maj – Jens Bruno Hansen, dansk operasanger.
- 20. maj – Tony Goldwyn, amerikansk skuespiller.
- 21. maj – Pernille Højmark, dansk skuespillerinde og sanger.
- 24. maj – Kristin Scott Thomas, engelsk skuespillerinde.

### Juni
- 5. juni – Jørn "Jønke" Nielsen, dansk kriminel.

### Juli
- 13. juli – Charlotte Sieling, dansk skuespillerinde.
- 14. juli – Jane Lynch, amerikansk skuespillerinde.
- 23. juli – Jon Landau, amerikansk filmproducer (død 2024).
- 31. juli – Peter Lund Madsen, dansk læge, forfatter, tv-vært mm. (død 2025).

### August
- 1. august – Alex Nyborg Madsen, dansk sanger og radiovært.
- 4. august – José Luis Rodríguez Zapatero, spansk premierminister.
- 7. august – David Duchovny, amerikansk skuespiller.
- 10. august – Antonio Banderas, spansk skuespiller.
- 16. august – Timothy Hutton, amerikansk skuespiller.
- 17. august – Sean Penn, amerikansk skuespiller.
- 19. august – Morten Andersen, dansk fodboldspiller.
- 19. august – Morten Lorentzen, dansk komiker, skuespiller og instruktør.
- 25. august – Jonas Gahr Støre, norsk politiker.
- 26. august – Steen Stig Lommer, dansk skuespiller og teaterchef.

### September
- 9. september – Hugh Grant, engelsk skuespiller.
- 10. september – Colin Firth, engelsk skuespiller.
- 14. september – Melissa Leo, amerikansk skuespillerinde.
- 15. september – Nikoline Werdelin, dansk tegner og dramatiker.
- 15. september – Connie Hedegaard, dansk EU-kommissær og tidligere minister.
- 17. september – Elsebeth Egholm, dansk krimiforfatter.

### Oktober
- 6. oktober – Yves Leterme, belgisk politiker.
- 11. oktober – Michael Carøe, dansk skuespiller og tv-vært.
- 16. oktober – Birgitte Simonsen, dansk skuespillerinde.
- 28. oktober - Kim J. Henriksen, dansk sanger og musiker
- 30. oktober – Jesper Lohmann, dansk skuespiller.
- 30. oktober – Diego Maradona, argentinsk fodboldspiller (død 2020).

### November
- 1. november – Tim Cook, administrerende direktør for Apple Inc.
- 5. november – Tilda Swinton, engelsk skuespillerinde.
- 8. november – Michael Nyqvist, svensk skuespiller (død 2017).
- 9. november – Hilmer Hassig, dansk guitarist (død 2008).
- 11. november – Stanley Tucci, amerikansk skuespiller.
- 18. november – Kim Wilde, engelsk popsangerinde.
- 19. november – Miss Elizabeth, WWE-brydningsmanager (død 2003).

### December
- 3. december – Julianne Moore, amerikansk skuespillerinde.
- 14. december – Ebrahim Raisi, iransk præsident (død 2024).
- 18. december – Da-Wen Sun, kinesisk professor.
- 22. december – Jean-Michel Basquiat, amerikansk maler.
- 26. december – Temuera Morrison, New Zealandsk skuespiller.
- 27. december – Maryam d'Abo, engelsk skuespillerinde.
- Vlado Lentz, dansk politibetjent og tv-personlighed.

## Dødsfald

### Januar
- 2. januar – Albert Camus, fransk forfatter (født 1913). – bilulykke
- 3. januar – Victor Sjöström, svensk filminstruktør og skuespiller (født 1879).
- 12. januar – Nevil Shute, engelskfødt australsk forfatter (født 1899).
- 21. januar – Launy Grøndahl, dansk komponist og dirigent (født 1886).
- 27. januar – Gudmund Hatt, dansk arkæolog og kulturgeograf (født 1884).

### Februar
- 12. februar – Jean-Michel Atlan, fransk kunstner, medlem af CoBrA (født 1913).
- 14. februar – Alfred Osmund, kgl. dansk operasanger (født 1882).
- 19. februar – H.C. Hansen, dansk statsminister (født 1906).
- 20. februar – Ellen Rovsing, dansk skuespiller (født 1889).
- 22. februar – Kai Friis Møller, dansk digter, litteraturkritiker, journalist og oversætter (født 1888).

### Marts
- 3. marts – Holger Werfel Scheuermann, dansk læge (født 1877).
- 4. marts – Félix Maurice Hedde, fransk katolsk biskop og missionær (født 1879).
- 27. marts – Holger Jacobsen, dansk arkitekt (født 1876).

### April
- 17. april - Eddie Cochran, amerikansk musiker, rockabilly og rock'n'roll pioneer (født 1938).
- 18. april – C.L. David, dansk højesteretssagfører, legatstifter og kunstsamler (født 1878).
- 24. april – Max von Laue, tysk fysiker og nobelprismodtager (født 1879).

### Maj
- 8. maj – Hugo Alfvén, svensk komponist, violinist, maler og dirigent (født 1872).
- 10. maj – Johannes Hohlenberg, dansk forfatter og maler (født 1881).
- 11. maj – John D. Rockefeller, Jr., amerikansk filantrop (født 1874).
- 13. maj – Harry Schell, amerikansk racerkører (født 1921).
- 13. maj - Gid Tanner, amerikansk spillemand (født 1885)
- 29. maj – Ernst Schumann, dansk cirkusdirektør og hestedressør (født 1884).
- 30. maj – Boris Pasternak, russisk forfatter og nobelprismodtager (født 1890).

### Juni
- 10. juni – Christian Christensen, dansk forfatter og syndikalist (født 1882).
- 19. juni – Chris Bristow, britisk racerkører (født 1937).
- 19. juni – Alan Stacey, britisk racerkører (født 1933).
- 24. juni – Harald Moltke, dansk maler og forfatter (født 1871).
- 30. juni – Astrid Ehrencron-Kidde, dansk forfatter (født 1871).

### Juli
- 24. juli – Hans Albers, tysk skuespiller og sanger (født 1891).
- 27. juli – Julie Vinter Hansen, dansk astronom (født 1890).

### August
- 10. august – Frank Lloyd, skotsk filminstruktør, manuskriptforfatter og producer (født 1886).
- 15. august – Helge Rungwald, dansk teaterdirektør, instruktør og skuespiller (født 1906).
- 26. august – Knud Enemark, dansk cykelrytter (født 1936).
- 26. august – Knud Sadolin, dansk civilingeniør og direktør (født 1878).

### September
- 1. september – Knud Heglund, dansk skuespiller (født 1894).
- 8. september – Oscar Pettiford, amerikansk jazzbassist (født 1922).
- 9. september – Jussi Björling, svensk operasanger (født 1911).
- 10. september – Vera Stricker, dansk skuespiller (født 1935).
- 12. september – Mads R. Hartling, dansk politiker (født 1885).
- 14. september – Anton Hansen, dansk tegner, maler og forfatter (født 1891).
- 15. september – Else Frölich, dansk skuespiller (født 1880).

### Oktober
- 4. oktober – Oscar Gundlach-Pedersen, dansk arkitekt (født 1886).
- 10. oktober – Folmer Bonnén, dansk maler (født 1885).
- 14. oktober – Sigurd Hoel, norsk forfatter (født 1890).
- 22. oktober – Inger Merete Nordentoft, dansk politiker og skoleinspektør (født 1903).

### November
- 5. november – Mack Sennett, canadisk filmproducer og -instruktør (født 1880).
- 9. november – Anna E. Munch, dansk maler (født 1876).
- 16. november – Clark Gable, amerikansk skuespiller (født 1901).
- 28. november – Richard Wright, amerikansk forfatter (født 1908).

### December
- 2. december – Fritz August Breuhaus, tysk arkitekt, indretningsarkitekt og designer (født 1883).
- 10. december – Svend Rindom, dansk (manuskript)forfatter og skuespiller (født 1884).
- 20. december – Rudolf Christiani, dansk ingeniør, politiker, direktør og grundlægger (født 1877).
- 24. december – Therchild Fischer-Nielsen, dansk handelsmand, købmand, lokalpolitiker i Kolding og Kongelige vejer og måler (født 1873).

## Nobelprisen
- Fysik – Donald Glaser
- Kemi – Willard Frank Libby
- Medicin – Sir Frank Macfarlane Burnet, Peter Brian Medawar
- Litteratur – Saint-John Perse
- Fred – Albert John Lutuli

## Sport
- 15. maj – AGF vinder DBU's Landspokalturnering for tredje gang med en sejr på 4-0 over Frem Sakskøbing.
- 20. juni - I New York genvinder Floyd Patterson som den første nogensinde verdensmesterskabet i sværvægt, da han stopper svenskeren Ingemar Johansson i 5. omgang.
- 25. august - De Olympiske lege åbnes i Rom i Italien.
- Det danske fodboldlandshold vinder sølvmedalje ved OL i Rom
- 5. september - Cassius Marcellus Clay vinder olympisk guld i letsværvægt.
- 11. september - de fjortende olympiske lege slutter i Rom. Danmark vinder guld i Finnjolle (Paul Elvstrøm), guld i 1000 meter enerkajak, sølv i fodbold, sølv i 5,5 meter, sølv i Flying Dutchman og bronze i 4 x 500 meter enerkajak
- AGF bliver dansk mester i fodbold for fjerde gang.

## Musik
- The Beatles dannes i marts 1960.
- Katy Bødtger vinder Dansk Melodi Grand Prix med sangen "Det var en yndig tid"
- 29. marts - Frankrig vinder årets udgave af Eurovision Song Contest, der blev afholdt i London, England, med sangen "Tom Pillibi" af Jacqueline Boyer. Dette var første gang, at konkurrencens finale blev afholdt i en nations hovedstad.
- 19. september - en ny dans, the twist, lanceres i USA. Det sker af Chubby Checker i et Hank Ballard nummer.
- 19. december - Neil Sedakas sang Calendar Girl udsendes og bliver hans fjerde sang, der kommer ind på de amerikanske hitlister

## Film
- 16. juni - Alfred Hitchcocks Psycho har premiere i New York
- Spartacus (Stanley Kubrick)

## Bøger
- Dræb ikke en sangfugl (Harper Lee)